# Isaak von Stella
Isaak von Stella bzw. de l’Étoile (* um 1100 in England; † 1178 auf der Île de Ré, Frankreich) war ein Zisterzienserabt und Schriftsteller.
Er trat im Kloster Pontigny in den Orden ein, wurde 1147 Abt des Klosters Stella und gründete um 1168 das Kloster Les Chateliers auf der damals einsamen Île de Ré, was dem Ordensideal des Rückzugs in die Wildnis entsprach. Grund für den Abgang aus Stella könnte die Kontroverse um Thomas Becket gewesen sein, mit dem Isaak befreundet war.
Er verfasste mehrere Schriften, darunter eine Sammlung von 55 Predigten, die er für seine Mitbrüder schrieb. Isaak ist im Gegensatz zu den meisten anderen Theologen des Zisterzienserordens in seinem Denken u. a. an der Mystik des Dionysius Areopagita orientiert; d. h., er betont die Unbegreifbarkeit Gottes, der über allem menschlichen Verstehen ist – auch über allen philosophischen und theologischen Begriffen.

## Werke
- Patrologia Latina Bd. 194, Sp. 1689–1896 Online-Ausgabe
- Sermones/Predigten. Im Anhang: De anima/Über die Seele. De officio missae/Über die Messe. Lateinisch und Deutsch. Übersetzt von Wolfgang Gottfried Buchmüller und Bernhard Kohout-Berghammer. Herder, Freiburg im Breisgau 2012 (Fontes Christiani Bd. 52), ISBN 978-3-451-30961-8, ISBN 978-3-451-30962-5